# El Cuarteto de Nos
El Cuarteto de Nos es una banda de rock uruguaya formada en Montevideo en el año 1980. Está integrada por Roberto Musso (voz y guitarra rítmica), Álvin Pintos (batería y coros), Gustavo Antuña (guitarra líder y coros) y Santiago Marrero (bajo, coros y teclados, sintetizadores). Durante sus primeras etapas como banda estaban integrados Riki Musso (guitarra líder y voz), Santiago Tavella (bajo, voz), Andrés Bedó (teclados, sintetizadores), Leonardo Baroncini y Guzmán Villamonte (ambos en batería).
Los hermanos Roberto y Ricardo Musso, desarrollaron interés por la música desde muy temprana edad, influenciados por grupos como The Beatles, Led Zeppelin y The Rolling Stones; decidieron formar una banda mutuamente, donde su principal fuente de inspiración lírica era una ciudad ficticia llamada «Tajo», donde tendrían los personajes que posteriormente serían parte de sus canciones. Es así, que en 1978, forman El Cuarteto de Nos; originalmente en la agrupación estaban los hermanos Musso, Santiago Tavella en bajo y Guzmán Villamonte en batería. En 1984, tres años después de la salida de Villamonte, lanzarían su álbum debut split Alberto Wolf y el Cuarteto de Nos, disco que contenían pistas del músico uruguayo Alberto Wolf en el lado A y pistas de la banda en el lado B. Baroncini se retiró de la banda y sería reemplazado por Álvaro Pintos, quien es el baterista hasta día de hoy del grupo; en 1987, publicaron su primer disco en solitario Soy una arveja bajo el sello Orfeo, y para promocionarlo realizaron un recital en el teatro El Galpón.
Emilio García (1988) y Canciones del corazón (1991) seguirían la misma estructura musical y lírica de Soy una arveja y en 1993 firmarían un contrato con el sello Ayuí / Tacuabé para lanzar su quinto álbum de estudio Otra Navidad en las Trincheras (1994) que obtuvo gran reconocimiento y elogios unánimes por la prensa durante su lanzamiento y logró vender 6 000 copias, siendo de esta forma el disco de rock más vendido del Uruguay; como consecuencia, obtuvieron la certificación de platino y oro por la CUD (Cámara Uruguaya del Disco). Su disco posterior, Barranca abajo (1995), no obtuvo tanto reconocimiento como su antecesor, y en 1996 lanzaron El tren bala, disco controversial en la época debido a la pista de apertura «El día que Artigas se emborrachó», y el Ministerio de Educación y Cultura de Uruguay hizo una denuncia penal a la justicia por entender que se estaba difamando al prócer nacional de Uruguay José Gervasio Artigas, que posteriormente se declaró nulo. Después de esto el Cuarteto no logró mucho reconocimiento con sus próximos discos Revista ¡¡Ésta!! (1998) y Cortamambo (2000). En el momento del lanzamiento de este último Ricardo se retiraría de la banda momentáneamente debido a diferencias con respecto al arte del disco, pero convencido por Roberto volvería. 
Después de un descanso de cuatro años, la banda lanzó su disco recopilatorio El Cuarteto de Nos (2004), producido por el guitarrista de El Peyote Asesino Juan Campodónico, quien sería su productor para discos posteriores. Raro (2006), vio al grupo reinventar su estilo lírico, optando por letras inspiradas en temas personales más que en personajes, y el sencillo principal «Yendo a la casa de Damián» recibiría una nominación a los premios Latin Grammy en la categoría Mejor canción de rock. Para el lanzamiento de Bipolar (2009) Ricardo se retiraría definitivamente del Cuarteto debido a diferencia musicales; a partir de ahí la banda cambiaria su estilo musical usando diversos géneros como el rap y el pop muy notable en discos como Porfiado (2012), Habla tu espejo (2014), Apocalipsis zombi (2017), Jueves (2019) y Lámina Once (2022). Durante la gira promocional de este último disco, Tavella se retiraría de la banda debido a proyectos en solitario en paralelo.
Desde su formación en 1978 El Cuarteto de Nos lanzó, en total, diecinueve álbumes —dieciséis de estudio y tres recopilatorios— siendo la banda uruguaya más longeva en seguir activa en la actualidad, y son junto con No Te Va Gustar, La Vela Puerca y Buitres Después De La Una consideradas una de las bandas de rock más importantes del Uruguay. Recibieron 17 premios Graffiti, 5 Grammy Latinos, y 3 nominaciones de esta ceremonia.

## Historia

### 1978-1993: inicios y primeros discos

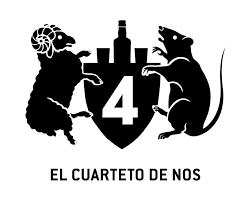
Logotipo de la banda desde 2006 hasta la actualidad

La idea del Cuarteto de Nos viene antes de que ellos empezasen a hacer música: en Montevideo (Uruguay), los hermanos Roberto y Ricardo Musso jugaban a crear una ciudad imaginaria inventada por ellos mismos llamada «Tajo», con todos los personajes que luego se convertirían en los protagonistas de sus canciones; luego se sumó Santiago Tavella al bajo. Años después, la banda compuesta por los tres tocaba, en el ambiente universitario, versiones de los Beatles, Rolling Stones y Led Zeppelin. Para el año 1978 pasaron a crear música de su autoría de forma instrumental y sin letra, ya que sentían que lo que ellos escribían era algo que a nadie le interesaría. Para el año 1979 Inspirados por un concierto que fueron a ver de Leo Maslíah, decidieron empezar a tocar sus canciones con letras incorporadas llenas de humor negro.
Gracias a varias presentaciones en diversos teatros de Montevideo, entre ellos en El Tinglado, en donde dieron su primer recital bajo su nombre final El Cuarteto de Nos en el año 1981, el sello Ayuí les propone grabar su primer álbum que sería compartido con Alberto Wolf. La propuesta es aceptada y el 1 de octubre de 1984 Alberto Wolf y el Cuarteto de Nos sale a la luz; primero se publicó en formato casete y al año siguiente en vinilo con seis canciones de Wolf y otras seis de ellos, lo que lo convierten en un álbum split. En 1985 hicieron su primera presentación en vivo en la feria de Villa Biarritz, donde se vistieron con papel de aluminio en las piernas y globos sujetos a la cabeza, generando interés en el público. Desde esa época la originalidad de sus múltiples interpretaciones ha dado frutos y tuvieron una amplia lista de seguidores de todas las edades. Hacia 1986 el Cuarteto de Nos era nombrada entre las bandas más destacadas del rock postdictadura, y una de las más prometedoras del país.
En noviembre de 1986 participaron en el festival Montevideo Rock que tuvo una asistencia de 60 000 personas, fue el mayor evento de la historia del rock uruguayo ese momento. Soy una arveja, su primer álbum de estudio en solitario, salió a la venta en 1987 y se presenta ese año en el teatro El Galpón, donde hacen oficiales sus nuevos disfraces de mujeres mayor de edad —referidos al tema undécimo del mismo disco—, en la que usaron en más de una ocasión donde se solían llamar Potota, Tita, Berta y Albina. Pintos develó que en el movimiento rock postdictadura «no eran tan bienvenidos» y disfrutaban tocar en teatros debido a que se sentían como «pez en el agua» y funcionaba bien. Soy una arveja contiene catorce canciones, y cuenta con un sonido mucho más enfocado al new wave que el anterior disco, ya que se incorporaron guitarras eléctricas. Las letras se llevan a un extremo más inusual y surrealista, además de que se hicieron las primeras referencias a la ciudad de Tajo.
Realizan su primer ciclo de actuaciones Homenaje a Cuarteto de Nos en 1988, en El Tinglado mientras grababan Emilio García (1988), su siguiente disco; el nombre hace referencia al mánager ficticio que la banda tenía en esa época. Emilio García parte desde la misma estructura que Soy una arveja, tanto en sonido como en las letras. La presentación de este disco se realiza en un ciclo en el Teatro del Notariado, donde «Los Bedronclos y Tuquito Y Sus Cowboys» —parodias realizadas por ellos mismos— actuaban de teloneros. En 1989, recorren el país con sus presentaciones y en diciembre de 1991 se presentan por primera vez en Argentina en la Segunda Bienal del Arte Joven. La grabación de su siguiente álbum de estudio, Canciones del corazón (1991), empezó en 1990, al tiempo que se presentaban un ciclo en La Tramoya y otro en el Teatro del Notariado. Editado por la misma discográfica que sus antecesores, solamente se editó en casete, debido al alto costo de los discos compactos en Uruguay en aquel entonces; Tavella recordó que era un momento «deprimido de la industria musical», pero que, a principios de los años 90, les iba «relativamente bien» donde se presentaban en distintos teatros y a la vez figuraban distintas movidas.

### 1994-2005:Otra Navidad en las Trincherasy reconocimiento
Después de completar sus tres primeros álbumes en solitario comenzaron a desarrollar el cuarto. Cuando el grupo le plantea a la discográfica que desean editar en CD el siguiente, Orfeo decide no arriesgarse por ser una apuesta muy costosa y arriesgada para la cantidad de ventas que esperaban del álbum. En respuesta a esta postura la banda abandona el sello para afiliarse con Ayuí nuevamente, quien había publicado su primer compacto en 1993 del álbum Fines de Fernando Cabrera. Mauricio Ubal, coordinador del sello, escuchó las canciones del futuro álbum y decidió que era una buena decisión publicar el primer disco de rock uruguayo en disco compacto —también se publicó en casete—. Se realizó con total independencia artística por parte del grupo. En 1994 se editó Otra Navidad en las Trincheras, que es inmediatamente aceptado por público y prensa. Este disco se destaca en lo musical por su amplitud: aparecen mezclados la salsa, el rock, la electrónica, casi todo en son de burla, las letras no son tan surrealistas como en sus discos anteriores, sino que lo ácido y lo sarcástico va por lo políticamente incorrecto. Algunos de sus mayores éxitos fueron: «Sólo un rumor», «Eres una chica muy bonita», «Soy un capón», «Bo cartero» —una versión libre del tema «Please Mr. Postman»—, «El putón del barrio» y «Me agarré el pitito con el cierre».
| «Fue grabado por una manga de guarangos jugando en un estudio. Dijimos: “Igual nos siguen los mismo guarangos que se ríen de las misma estupideces, pongamos todas las estupideces que se nos ocurran”. Lo que logramos fue criar más guarangos en Uruguay». —Riki Musso sobre el arte compositivo de Otra Navidad en las Trincheras |

Fue en el mes de mayo de 1994 en la que se edita en casete, y en el próximo mes —junio— en compacto: los CDs se empezaron a fabricar en Argentina, con un tiraje mínimo de 500 ejemplares. Otra navidad en las trincheras poco después de salir al mercado, logró vender 6 000 unidades en todo Uruguay, hazaña que les valdría recibir la certificación de disco de platino por la Cámara Uruguaya del Disco (CUD). Existió una teoría que la razón de la popularidad del álbum se debe a su lanzamiento en disco compacto en Uruguay, sin embargo, Ubal la refuta, porque según el recuerda el primer año se vendieron más casetes de CDs; la fabricación de las cintas la administraba la discográfica, los iban realizando bajo demanda y como habían periodos en la que la edición en compacto no estaba, no terminaban dar abasto con los pedidos de casete y estaban atrasados. Con el paso de los años, las ventas del álbum lograron llegar al máximo de 20 000 unidades, en comparación a discos posteriores como Este fuerte viento que sopla (1999) y Todo es tan inflamable (2006) de No Te Va Gustar que lograron sobrepasar las ventas de Otra navidad en las trincheras.
La gira de conciertos para promocionar Otra navidad en las trincheras fueron en diversas salas de Uruguay. Una de ellas fue en un boliche ubicado en Joaquín de Salterain y San Salvador llamado Katakimbé con un total de 2 000 personas presentes. Álvaro Pintos recordó que la noche se había llenado de personas, por consiguiente iniciaron a realizar un ciclo, primero en los días jueves y posteriormente viernes y sábado. Pintos comento al respecto: «Para un grupo uruguayo hacer eso estaba increíble, ahí empezábamos a pensar que estaban pasando cosas interesantes». Posterior a esa presencia harían otro concierto en Pocitos (Montevideo), donde no fueron bien recibidos y posteriormente el local cesó sus operaciones. Debido a que los pequeños sitios a donde actuaban no había espacio suficiente para los fanáticos, decidieron hacer una actuación en el Teatro de Verano con una presencia de 5 000 personas.
En respuesta a la gran masiva acogida del público con Otra navidad en las trincheras, el grupo se toma en broma su éxito y al disco editado en 1995 lo llaman Barranca Abajo. Aunque la idea del título es ironizar con su fama, el álbum fue muy bien vendido en Uruguay. Este disco se destaca por ser más oscuro en lo musical que sus predecesores, haciéndose de algunos estilo como el punk, entre las canciones más destacadas están «Vino en mi jeringa», «No me puedo mover», «Barranca Abajo» y «El diablo en mi corazón». Aprovechando el éxito generado por Otra navidad en las trincheras, es lanzado en 1995 La misma porquería, una recopilación de las canciones más populares de su segundo, tercer y cuarto disco. En 1996, la agrupación publica su nuevo disco, titulado El tren bala. La primera canción del disco contenía el tema que causó una controversia muy grande con el grupo, este era «El día que Artigas se emborrachó», por el cual el Ministerio de Educación y Cultura de Uruguay hizo en 1996 una denuncia penal a la justicia por entender que se estaba difamando al prócer nacional de Uruguay José Gervasio Artigas. El juicio finalmente quedó nulo, porque el fiscal entendió que no se había cometido ningún delito. Luego intentaron que juzgara la justicia militar en plena democracia, porque se creía que vilipendiaba la bandera de Artigas. Finalmente el INAME —actual INAU— prohibió que el disco se vendiera para menores de 18 años y no se podía radiar en el horario de protección al menor. Fue el único caso de intento de censura en Uruguay de un tema musical luego del retorno de la democracia en 1985.
Luego de esto, la popularidad del grupo decae un poco. Su siguiente disco fue Revista ¡¡Ésta!! (1998), en el cual todas las canciones representaban una noticia, y el pequeño libro del disco representaba una revista sensacionalista, contiene temas como «Ya te vas a mejorar» y «Yo soy Alvin, el batero» —donde parodian al baterista—. Revista ¡¡Ésta!!, es mucho más roquero que cualquiera de sus anteriores pero aun así no logra tener un sonido lineal ni continuo. Los mismos pasos siguió Cortamambo (2000), hay muchas canciones que tratan sobre temas «polémicos» y sostienen opiniones vistas como incorrectas, ejemplos son: «Maten a las ballenas», «No somos latinos», «La pequeña Leti», «La guerra de Gardel», «Cristo te odia», etc. Contiene éxitos como «Necesito una mujer» y «Me amo». En este disco Riki se alejó alrededor de unos meses, debido a un desacuerdo que tuvo con el arte de la portada del disco, pero volvió al ser convencido por su hermano.
Después de cuatro años de inactividad en lo que a lanzamientos se refiere, en 2004 es editado El Cuarteto de Nos. El disco contaba con dieciocho temas: tres pistas nuevas —«No quiero ser normal», «Fui yo» y «Hay que comer»— y quince reversiones de temas antiguos. Las nuevas versiones están mucho más próximas al género rock que las originales. La producción de Juan Campodónico es fundamental para el éxito del disco, logrando que suene bien y lineal. Este disco logra poner al grupo nuevamente dentro de los más escuchados del país y consigue además atraer la atención de ciertas partes del exterior. Una muestra del éxito es en 2005, cuando llenan algunas salas de teatro del Uruguay en varias oportunidades.

### 2006-2013: éxito internacional, tríoRaro, filtración deBipolary retiro de Riki

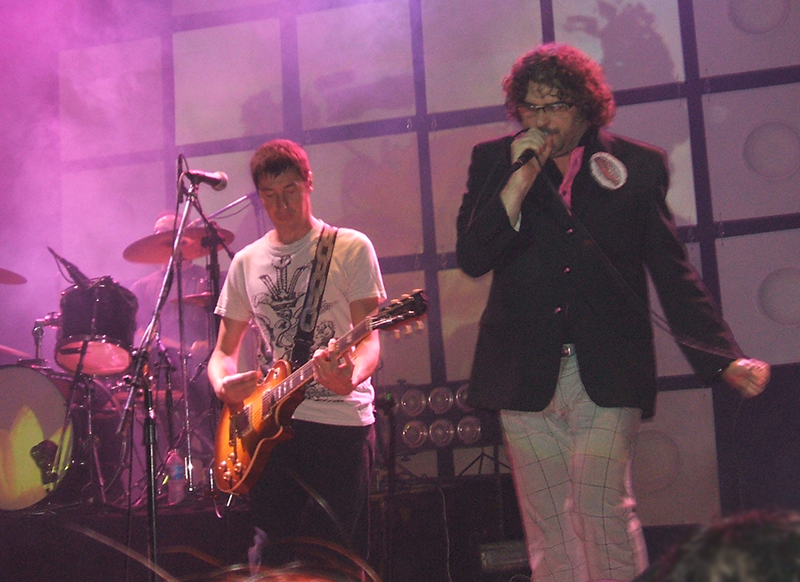
El Cuarteto de Nos presentándose en Buenos Aires, 2008

La popularidad se ve aún más incrementada con la salida del disco Raro en mayo de 2006 que, musicalmente, sigue la misma estructura que el disco El Cuarteto de Nos; también fue producido por Campodónico. Contiene doce canciones —dos de Santiago Tavella, una de Ricardo Musso y nueve de Roberto Musso—. Lo que llama la atención de este disco son las letras, que son más largas y rapeadas, y con juegos de palabras llevados hasta lo obsesivo. Si bien son sarcásticas y ácidas, son más verosímiles, serias y reflexivas que en sus discos anteriores. Mezclando el rock con el hip hop y el rap, crearon un modo de composición que los caracterizaría desde este disco hasta la actualidad. Contiene sus más grandes éxitos como «Yendo a la casa de Damián», canción que fue nominada en el 2007 al Grammy Latino, «Pobre papá», «Ya no sé que hacer conmigo» e «Invierno del 92». En el 2007, El Cuarteto de Nos promociona su último trabajo por todo el continente, realizando presentaciones tanto en el Festival Vive Latino en México, como en los festivales Rock al Parque en Colombia y Quito Fest en Ecuador. En el 2008, participan en el Pepsi Music 2008, un festival de Argentina, junto a otras grandes bandas y solistas. En la segunda mitad del año anuncian su nuevo disco el cual saldría entre marzo y los primeros días de abril. El día 27 de mayo de 2009, en medio de la producción de Bipolar, trascendió que Ricardo Musso mantendría diferencias artísticas y administrativas con el rumbo que habría tomado la banda. Majareta Producciones, encargada de la gestión y la comunicación del grupo, habría informado que la banda «no se separa ni disuelve» pero que sufrirá «un cambio de estructura». El bajista de la banda Santiago Tavella, declaró: «El Cuarteto de Nos no se separa, pero Riki Musso se va».
A fines de abril de 2009 se filtró en la página web Taringa! gran parte de Bipolar, mientras la banda aún estaba trabajando en él. Juan Campodónico, productor artístico, se lamentó mucho sobre lo ocurrido y dijo que esto estaba «dañando mucho el trabajo», tanto del grupo como de la gente que grabó el disco. Existen algunas diferencias entre la versión filtrada y la versión final. En la versión final, el verso «Si no se van voy a saltar» en «Doble identidad» se encuentra recortada al igual que el final en «Primavera», la versión filtrada del tema Breve descripción de mi persona no contiene una introducción, la portada de la versión filtrada contiene el título del álbum en un fondo negro, las pistas en esta se encuentran en un orden diferente y «Mi lista negra» no está presente. Durante esta etapa, en la prensa uruguaya se rumoreaba una posible separación de la banda debido a que la filtración había causado disputas creativas entre los integrantes. Todo esto fue posteriormente desmentido por Santiago Tavella revelando que, si bien la banda no se separaba, Ricardo Musso no continuaría más con ellos.
En total, el álbum recibió más de 4 millones de descargas en el tiempo que estuvo disponible hasta el 14 de mayo del mismo año, ya que RapidShare bloqueó los archivos.

«Estimado, te escribimos de la producción del Cuarteto de Nos, para pedirte un favor: Esta versión del Bipolar que empezó a circular hace unos días por la red no es el disco terminado ni masterizado (el disco no ha sido editado todavía), y no sabemos cómo llegó a filtrarse... No tenemos problema una vez que esté el producto final terminado, y el disco ya editado, que se suba por estos medios, pero apelamos a tu responsabilidad para esperar unas semanas y si podés eliminar el link mientras tanto. Por diversos problemas con la compañía por la que iba a salir, este disco se retrasó bastante. La gente del grupo está desesperada ya que ven que lo que se está descargando es el trabajo sin terminar. Estaría buenísimo si podés suspender el posteo hasta que salga el disco oficialmente y lo hagas con la versión final del álbum».
Mails enviados tanto por Juan Campodónico, como por el mánager y la producción del Cuarteto de Nos a aquellas personas que subieron el archivo en portales de intercambio muy populares - Montevideo Portal, 2009

Finalmente, el álbum vio la luz de forma oficial el 17 de noviembre con las sutiles diferencias marcadas anteriormente con respecto a su versión filtrada.

«Empezamos una nueva etapa con pila de expectativas. Es el primer disco del Cuarteto que planeamos sabiendo que iba a salir en otros países. Eso cambia la perspectiva de lo que va a ser la vida del CD. Nos abrimos a mundos musicales distintos en las diferentes canciones. Cada tema es como una película, con su atmósfera y estilo. ¿Sobre la filtración? Estábamos llevando copias en pendrives y cedés a nuestras casas para escucharlas. Alguno quedó en un lugar que no debía, un alma inescrupulosa lo agarró y no tuvo mejor idea que subirlo a Internet. A los dos días estaba en todos lados. Desde mi punto de vista, el problema no fue que el material fuera colgado en la red mundial, sino que era que no era el disco definitivo: era una pre mezcla que ni siquiera tenía el orden final y le faltaba un tema. De todas formas saco lo positivo del incidente ya que considera que los internautas a los cuales les gustó el disco seguramente lo van a comprar».
Roberto Musso y Santiago Tavella, refiriéndose al producto final y la filtración - La República, 2009

El 21 de enero de 2024, tras casi 15 años perdida, un usuario de Reddit encontró mediante Wayback Machine la versión filtrada y la publicó.

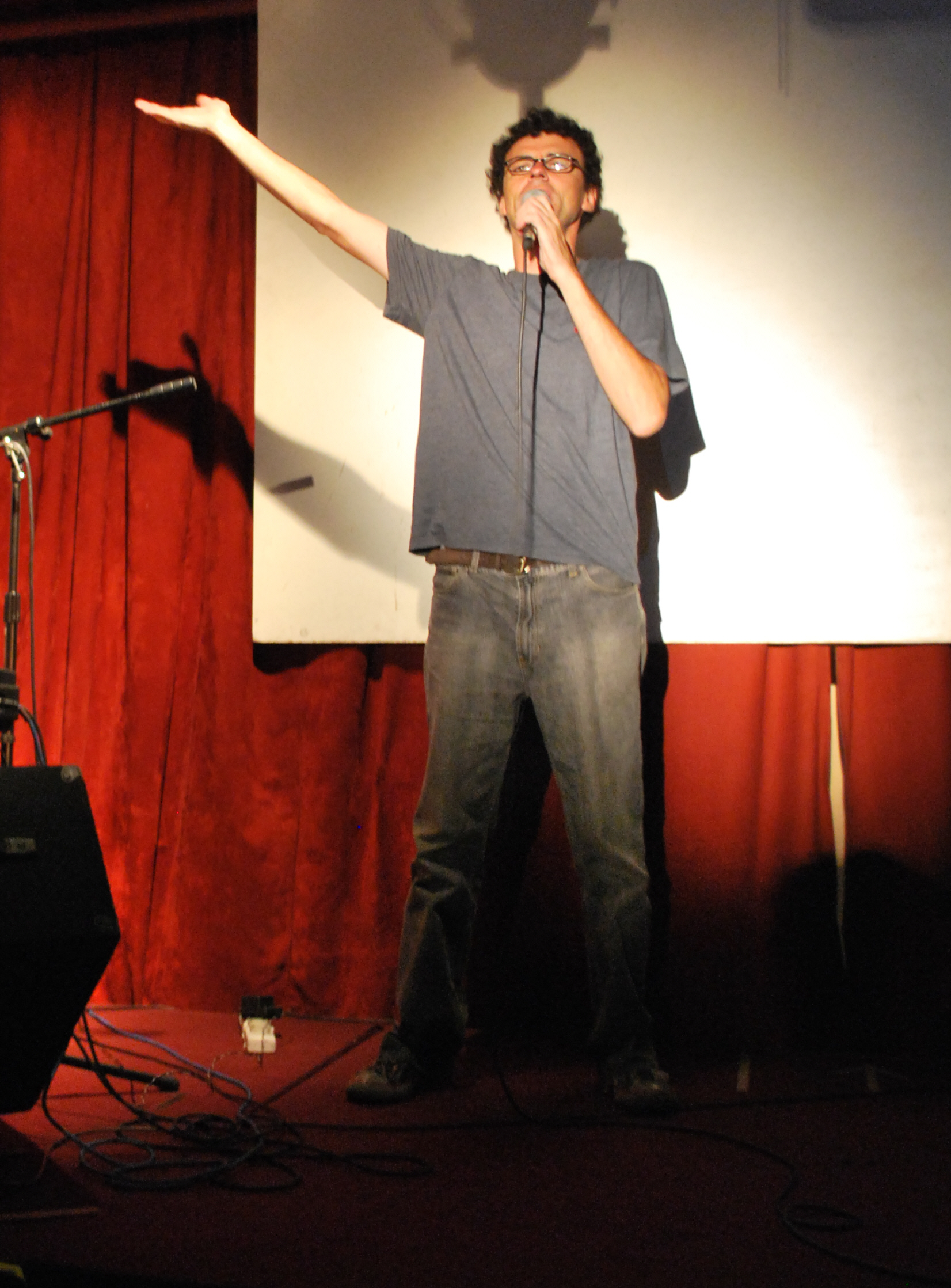
En 2009, Riki Musso (fotografiado en 2010) se retiró de la banda por diferencias musicales

En vista del lanzamiento de Bipolar, planificado finalmente para los primeros días de junio, Tavella aclaró: «Ya estamos viendo a otra gente para reemplazar a Riki, porque Bipolar es un disco muy sofisticado. La idea es hacer una especie de cambio que incluiría a dos personas más, aunque todavía no tenemos muy definido a quiénes». Con la salida de Riki, se adhirieron dos nuevos instrumentalistas a la banda: Gustavo «Topo» Antuña, de Buenos Muchachos, en guitarra y Santiago Marrero en teclados. El disco Bipolar sigue lo que Raro comenzó. Musicalmente se destaca por ser mucho más electrónico a comparación de Raro, las letras en este disco se meten de lleno en el género rap y que no cuentan historias, sino que describen personalidades muy fuertes. El disco lleva doce canciones —igual que en el anterior disco: una de Riki, dos de Santiago y nueve de Roberto— y entre esas canciones está «El hijo de Hernández», el cual sería el nuevo hit de la banda, además de otros temas como «Miguel gritar» y la nueva versión de «Me amo». Bipolar los haría tan conocidos en toda Latinoamérica que fueron invitados en muchos festivales de varios países. El disco cuenta nuevamente con la producción de Juan Campodónico. En el año 2010, el grupo brinda un concierto por primera vez en el histórico Palacio del Boxeo en Argentina, conocido como Luna Park. El show contó con la participación de Fernando Santullo en «Mírenme», y el productor de la banda, Juan Campodónico, en «El hijo de Hernández» y «Yendo a la casa de Damián». El álbum ganó un premio Graffiti en junio de 2010. Otras importantes actuaciones fueron en el festival Nem Catacoa en Colombia los días 9 y 10 de octubre, donde participaron Green Day, Jamiroquai, The Bravery y Don Tetto, entre otros. También en 2010 fueron invitados en Cosquín Rock y en 2011 volvieron al Pepsi Music.
Porfiado contiene 12 canciones. Diez de los temas fueron escritos por el principal compositor, el cantante Roberto Musso, y dos por el bajista Santiago Tavella. Este es el primer disco que graban los 5 integrantes que conforman la nueva alineación de la banda. Según Roberto Musso, Porfiado completa la trilogía que comenzó con Raro y continuó en Bipolar, pero tiene vida propia. "Es lo mejor de Raro y Bipolar, pero modernizado", los personajes del disco son obsesivos, con objetivos entre ceja y ceja, pero además tercos y negativos de una manera inocente. Con letras mucho más ambiguas, son raps menos largos y más cantados, exploran lugares nunca pisados por la banda hasta ese entonces como el lado emocional, dejando un poco de lado en varias canciones el humor, pero sin borrar esa marca de agua que el grupo portaba hasta entonces de la ironía. En cuanto al sonido, se hace el balance entre lo electrónico, el pop, y lo roquero, llevándolo al nivel de las música actual —incluyeron auto-tune en el estribillo de la canción «Cuando sea grande»—. Porfiado fue masterizado en Los Ángeles y salió a la venta bajo el sello Warner en Uruguay, Argentina y Chile simultáneamente el 25 de abril de 2012, y a partir de esa fecha en otros países como España, México y Brasil.
Además se presentaron por segunda vez en el estadio Luna Park (Buenos Aires), el 22 de junio de 2012, con un estadio colmado. Luego también realizaron otros shows en el interior del país y en Uruguay, en donde hicieron dos presentaciones con entradas agotadas en el Teatro de Verano. A su vez, Porfiado se ha presentado en otros países de Latinoamérica como Perú, Colombia, Venezuela, México, Brasil, entre otros.
El jueves 15 de noviembre, la banda se ha trasladado a Las Vegas por dos nominaciones al Grammy Latinos edición 2012 —Mejor disco pop rock – Porfiado y Mejor canción rock – «Cuando sea grande»—. El Cuarteto de Nos logró ganar ambos premios, convirtiéndose en la primera banda uruguaya en ganar un Grammy latino dentro del género rock.
El día 9 de abril del 2013, El Cuarteto de Nos estrenó la canción «Un poco de acción», un jingle encargado por la radio argentina Rock&Pop, compuesta por Roberto Musso quien, inspirado por el nombre de la emisora, mezcla sonidos de rock y de pop en el tema, dejando el sello característico en él de las rimas continuas. El 17 de mayo, del mismo se lanzó la serie-web Cuarteto vs Cuartetitos, que cuenta la historia de como los alter ego de la banda (con forma de muñecos), llamados Macacos, cobran vida e intentan usurpar sus puestos. El 31 de mayo la banda hizo su tercera presentación en el Luna Park, con una propuesta renovada en el setlist, reversionando algunos viejos clásicos y culminando en el mismo show la historia de "Los Cuartetitos".

### 2014-2023: giras internacionales, aumento de fama y conciertos multitudinarios
El Cuarteto de Nos se presentó por primera vez en su historia en el Velódromo Municipal de Montevideo el 26 de octubre, continuando la serie Cuarteto vs Cuartetitos con una segunda temporada de la serie-web, para finalizar la gira del disco Porfiado. Luego de tener un verano —en 2014— repleto de toques en diversos festivales de, principalmente, Uruguay y Argentina, la banda hizo otro jingle para otro programa de radio llamado «10 años no es nada», encargado para el programa Segunda Pelota como celebración a sus diez años de estar al aire. La banda hizo dos conciertos en La Trastienda (Uruguay) el 8 y 9 de mayo, con localidades agotadas, mientras que en Argentina hicieron su primer show en el Gran Rex (Argentina) el 17 de ese mismo mes, agotado también, a modo de cierre final para la trilogía de Raro, Bipolar y Porfiado, y una revisión a los temas más antiguos que sorprendió a los fanáticos de la vieja escuela.
Habla tu espejo salió a la venta el 15 de octubre de 2014 producido, como sus precedentes, por Juan Campodónico y bajo el sello de Warner Music. Es el segundo CD grabado por la nueva alineación de cinco integrantes. Este disco traza un nuevo camino en cuanto a composición de las letras y música que están guiadas hacia un lado más personal, emocional, dejando el humor atrás, y con un sonido más pop, con arreglos sofisticados encarados por un lado más melódico aunque sin dejar la verborragia y el rap en las letras. El álbum contiene diez temas, entre ellos «Cómo pasa el tiempo», «El aprendiz», «No llora» —dedicada por Roberto Musso a su hija Federica—, «De hielo», «Roberto», «21 de septiembre» —en referencia al día internacional del Alzheimer, enfermedad que sufre la madre de Roberto Musso y su abuela que también lo padeció—,  «Whisky en Uruguay» —versión libre de Santiago Tavella de la canción irlandesa «Whiskey in the jar» y quizás el tema que contiene más humor del disco—, «Habla tu espejo», «Caminamos» y «Un problema menos».
Apocalipsis zombi salió a la venta el 12 de mayo de 2017, y es el primero en ser producido por el músico argentino Cachorro López —exintegrante de Los Abuelos de la Nada— y bajo el sello de Sony Music Argentina. Es el tercer CD grabado por la nueva alineación de cinco integrantes. El disco trata de una suerte de bestiario, un catálogo de criaturas extrañas y personajes ficcionales. Según comento Roberto Musso, el único compositor del disco, el apartado lírico entrará en el género de "realidad fantasiosa", ya que explora tópicos del mundo real a través de estos seres entre los que habrá zombis, gauchos con superpoderes, bestias convertidas en humanos, hombres invisibles, etc. En cuanto a lo musical es una amalgama de diversos estilos, entre los cuales hacen presencia un rock más clásico, un ritmo melódico más presente en las canciones destacadas y un uso más particular de la posproducción. La lírica, haciendo retrospectiva, hace énfasis en temas muy personales —«El Innombrable» critica la estigmatización injustificada hacia un dichoso innombrable, es una crítica la capacidad que tenemos para visualizar mal a alguien por cosas que posiblemente no ha hecho; «Mirada de nylon» habla de una hipocresía y sobre vivir en una realidad fantaseada; «Nombres» habla sobre un sujeto que ha bautizado a varias desdichas de su propio ser y al final las confunde con su mayor virtud, su valor— y en ocasiones autorreferenciales —en un concierto se confirmó que «Calma Vladimir» es una secuela a «Buen día Benito», y «Hola Karma» cierra dicha historia con una reflexión—. También cabe aclarar la notoria diferencia entre las alarmas introductoria de la canción homónima al álbum y la lírica optimista y alegre de «El rey y el as». Antes de la salida de Apocalipsis zombi se adelantaron dos canciones, «Invisible», en el marco del cierre de la gira que presentaba Habla tu espejo, y el primer sencillo, «Gaucho Power», cuyo lanzamiento tuvo lugar junto a su videoclip el día 17 de febrero. El segundo sencillo, fue el tema homónimo del álbum y fue de dominio público en abril de 2017.

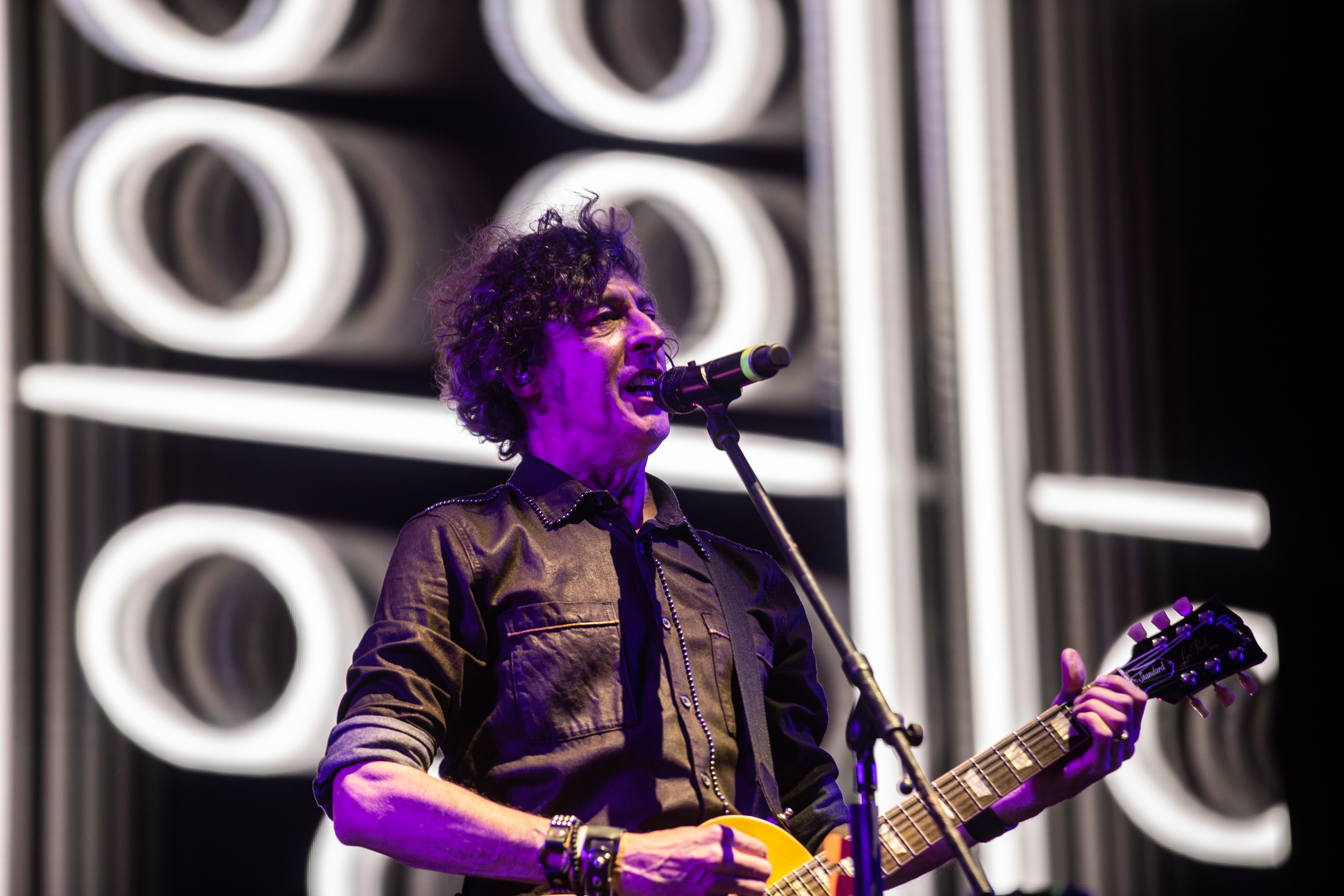
Musso presentándose junto al Cuarteto en el Cosquín Rock 2024, durante su Tour Lámina Once

Jueves fue lanzado el viernes 16 de agosto de 2019 y contiene nueve canciones en total. Antes de la salida del disco se adelantaron dos canciones: el primer sencillo, «Punta Cana», fue estrenado junto al videoclip el 29 de marzo de 2019, y el segundo sencillo, «Contrapunto para humano y computadora», fue estrenado junto al videoclip el 28 de junio de 2019. En el día del lanzamiento del álbum fue lanzado el sencillo y videoclip de «Mario Neta». El álbum fue presentado en Buenos Aires el 20 de septiembre del mismo año en el Luna Park, y el mismo año el 28 de septiembre en el Antel Arena de Montevideo. Debido a la pandemia de COVID-19, la gira promocional del disco se vio frenada para algunos países de Latinoamérica. En septiembre de 2021, mediante sus redes sociales, la banda demostró que estaban preparando nuevo material de estudio. El 23 de septiembre lanzarían el video musical de «Fiesta en lo del Dr. Hermes» en YouTube. En febrero de 2022 lanzarían el segundo sencillo de lo que será su próximo material de estudio, llamado «La Ciudad Sin Alma». Fue lanzado por medio de un conversatorio con el arquitecto y artista visual Alfredo Ghierra vía YouTube.
Más tarde, en mayo de 2022 lanzarían su nuevo sencillo, «Maldito Show», el cual primero fue lanzado por medio de un vídeo en el que se parodiaba un noticiero, con varias referencias a otros temas del Cuarteto; luego, fue subido un video con las letras de la canción acompañadas de imágenes y animaciones acordes con la letra del tema. En lo referente al disco, en una entrevista con el medio argentino Clarín en el marco del festival Quilmes Rock 2022 Roberto Musso aseveró que el nuevo disco del Cuarteto de Nos saldría en julio y bajo el nombre de Lámina Once. Por último, el 7 de julio de 2022, un día antes de la publicación del álbum, se estrenaría «Rorschach», canción en la que se hace referencia al Test de Rorschach, creado por el psiquiatra y psicoanalista suizo Hermann Rorschach. Antes de la publicación del disco, en el sitio web Genius.com había sido filtrada la lista de canciones, así como la letra de algunos de los temas del disco —además de los lanzados como sencillos—. El 8 de julio de 2022 se lanzó Lámina Once, el vigésimo trabajo de estudio del grupo y el primero en ser lanzado por la discográfica independiente Porfiado Records. Con 8 canciones y 33 minutos de duración, es el quinto y último álbum de estudio grabado por la alineación de 5 integrantes. Fue producido por Eduardo Cabra —exCalle 13— y Héctor Castillo, dos de los productores de Jueves. Desde finales de julio y hasta mediados de noviembre el grupo estuvo de gira latinoamericana, destacando presentaciones en el Movistar Arena de Bogotá y Movistar Arena Buenos Aires, el Teatro Metropólitan de Ciudad de México,el Teatro Coliseo de Santiago de Chile, el Antel Arena de Montevideo y la participación en el Festival Tecate Coordenada de Guadalajara (México).

### 2024-presente: salida de Santiago Tavella yPuertas
El 19 de marzo del 2024, mediante un comunicado en sus redes, la banda anunciaría la salida de Santiago Tavella luego de 46 años para enfocarse en proyectos personales.El 24 de octubre de 2024 salió el sencillo «¡Miren para allá!», siendo este el primer sencillo de la banda lanzado vía plataformas digitales que contiene dos canciones: «El perro de Alcibíades» y «Cara de Nada» siendo ambas el lado A y lado B del sencillo, respectivamente. Según Majareta Producciones, se prevé que su siguiente disco de estudio salga en mayo del 2025. El propio Musso dijo que la idea era grabar tres canciones, las cuales ya escribió hace un tiempo, para sacarlas como sencillos y seguir trabajando en el producto completo en febrero que contaría con seis composiciones más.
En ese mes, mediante Instagram publicaron videos de su convivencia desarrollando las nuevas canciones, revelando los nombres de «El Astrónomo Que no Podía Ver el Cielo» y «Ganaron Los Malos». El 27 de febrero lanzaron un adelanto de 30 segundos de «En el Cuarto de Nico», disponible solo para clientes de YouTube Music Premium. Posteriormente, el avance fue difundido tanto en Instagram como en Facebook y TikTok. En esta última plataforma publicaron, el 11 de marzo, un fragmento de un minuto en los días previos a su lanzamiento oficial. Finalmente, la canción saldría el 13 de marzo siendo el segundo sencillo del disco.
Por último, el 26 de abril, la banda revelaría por medio de Instagram el nombre de su próximo álbum de estudio: Puertas, el cual sería lanzado el 22 de mayo vía plataformas digitales. A la misma hora de la publicación del álbum, la banda estrenaría un vídeoclip mediante YouTube del tercer y último sencillo que compondría al disco: «Esplín», mismo el cual, en palabras de la banda, "Es una de sus canciones favoritas de todo el repertorio del disco". 

## Estilo musical y letras
Durante toda su trayectoria El Cuarteto de Nos ha explorado muchos estilos musicales a lo largo de su carrera, y su sonido se considera rock alternativo,[cita requerida] pop rock,[cita requerida] rap rock,[cita requerida] y rock latino.[cita requerida] Sus primeros discos experimentaron sonidos inspirados en el new wave, rock alternativo y pop, entre los que se destacan Soy una arveja, Emilio García y Canciones del corazón. Deteniéndonos al inicio de esta larga historia, Musso cuenta que sus primeras composiciones eran «burdas copias» de The Beatles, como «Ve con él» (Otra Navidad en las Trincheras, 1994) inspirada en «Anna (Go to Him)» (Please Please me, 1963). Al intentar Roberto describir el estilo del Cuarteto de Nos desde 1978 hasta el 2006, destaca que tenían influencias, no tanto en lo musical sino en lo crítico, en la murga y el carnaval ya que era como una manifestación cultural que luchó contra la dictadura militar en Uruguay.[cita requerida] Considera que eran un grupo punk sin ser punks y que curtieron mucho el movimiento del teatro de lo absurdo y surrelista de Eugène Ionesco y Johann Wolfgang von Goethe. Desde esa época la originalidad de sus múltiples interpretaciones ha dado frutos y tuvieron una amplia lista de seguidores de todas las edades. Hacia 1986 el Cuarteto de Nos era nombrada entre las bandas más destacadas del rock postdictadura, y una de las más prometedoras del país. Desde la notable transformación musical sufrida en 2009, con el lanzamiento de Bipolar, el cual ya se empezaba a notar tres años antes con el lanzamiento de Raro —lanzamiento del cual Roberto dice que «se abrió un portal desconocido para ellos que abrió una puerta desconocida para ellos»—, Musso ha confesado que hoy no cantaría las canciones más antiguas porque piensa que, en ese momento, eran muy subversivos y contaban con una ironía que hoy en día se mantiene pero mutó. También considera que ahora tienen un repertorio que lo supera muchísimo, y que conecta más con lo contemporáneo, que hoy por hoy está conforme consigo mismo ya que tiene la ambición de poder contar con un espejo que refleje su imagen superficial y también su interior.
En el Cuarteto están en un momento en el que se gustan; le gusta la imagen que les devuelve el espejo. Y a nivel profesional también. Pero no reniega de lo que está grabado, que le parece brillante para ese momento. Ha dicho, también, que en Uruguay solo tocan —de los temas antiguos) «Bo cartero» (Otra Navidad en Las Trincheras, 1994) y «Me amo» (Cortamambo, 2000) que incluso fue remasterizada para su ya mencionado disco Bipolar.
Recordando su etapa de rock cómico y humor ácido (1978-2006), reconoce que una de sus canciones favoritas que ha hecho es «Ve con él» (Otra Navidad en Las Trincheras, 1994) donde hay autorreferencias a la banda y se encuentra la, según Musso, mejor frase que escribió en su vida: «Si yo canto ordinarieces y él te hace poemas a veces/Avísale que en el que vi escribió traición con s».

«Yo una canción como No LLora (Habla tu Espejo, 2014) que la hice cuando nació mi hija no la iba a hacer cuando tenía veintipico de años. Es más, iba a decir: "¡Roberto!, pa, no da esta canción, ¿No?". Pero hoy tampoco haría una canción como las que hice en los 90', como Maten Las Ballenas (Arresten a Willy) (Cortamambo, 2000) o El Putón Del Barrio (Otra Navidad en Las Trincheras y El Cuarteto de Nos, 1994 y 2004) pero sí me gusta escucharlas y me encanta que estén ahí, en ese lugar, ¿No? Que me pareció que son etapas que ya uno tuvo que ir pasando como cuestiones como va creciendo como ser humano. Obviamente si me empezás a comparar con el Roberto de cuando empezamos con el Cuarteto hasta ahora, pegué una evolución en un montón de aspectos. También en la parte compositiva o creativa, que es otra pata importante del Cuarteto y de Roberto. También de estar aggiornado con lo que está pasando, ir viendo de qué temas hablar en las canciones, que también conecten mucho con la realidad actual y todo eso nos parece un punto de vista interesante. A mí me motivan y me incentivan distintas cosas que hace unos años para componer, lo cual también te da mucha más amplitud en ese aspecto».
Roberto Musso - G5 Media - 2024

Este cambio anteriormente mencionado, Musso lo apoya diciendo que se da en las presentaciones en vivo. El proceso llevado a cabo por Roberto en los escenarios sería que las canciones encuentran su forma final ahí. Ellos suben canciones a las plataformas como un muestrario de lo que están haciendo. Y esa usina de canciones enriquece el show. De hecho, a veces están tocando y se da cuenta de que sería genial incluir un tipo específico de canción y empieza a componer para ese lado, en función de eso que falta. Debido a esto Musso dice que la foto actual de la banda no es el último disco, sino que el recital debido a que demuestra lo que son hoy con un resumen de su obra de un tiempo a esta parte, demostrando lo que está siendo en este momento. Sostiene que un álbum nuevo no representa totalmente lo que el artista está pensando hoy por hoy. Roberto adjudica que, tanto él como los otros tres integrantes, tuvieron una evolución performática como músicos adaptándose a los cambios del mercado musical mundial. De la totalidad de sus shows, considera que el 95% se dan afuera de Uruguay, siendo cada vez más multitudinarios, asistiendo a grandes festivales y eso los fuerza a perfeccionarse.
Debido a todo esto, Musso la considera como una banda de rock rara, no obstante eso les encanta. A la duda de porque la rareza en su agrupación él afirma que, a pesar de ser unos luchadores que siguen con la bandera de la banda de rock tradicional, de antaño, los jóvenes descubren algo que no llega a ser vintage, porque es muy contemporáneo. Más recientemente, Musso dijo que ninguno de los cuatro miembros actuales de la banda se esperaban, ni en su primer recital ni hace apenas quince años, todo lo que están viviendo.

## Legado
Tras casi cincuenta años desde su formación a fines de los años 70, El Cuarteto de Nos es considerada una de las bandas más importantes en la historia del rock uruguayo y latinoamericano. Su quinto álbum de estudio, Otra navidad en las trincheras (1994) fue en determinado momento el disco de rock más vendido de la historia de Uruguay.
Fueron nombrados como embajadores culturales de Uruguay por considerarse que exportan cultura y potencian la marca Uruguay Natural en el mundo que han tenido una destacada proyección internacional, representan al país y es importante que UN también los acompañe. Dicha condecoración fue brindada en 2015 por la entonces ministra de turismo, Liliam Kechichian, y por el entonces presidente de La Nación, Tabaré Vázquez. Con base en este reconocimiento, Juan Campodónico, comentó que los discos producidos por él para la banda forman parte de la cultura de gente de otros países que han mirado el Uruguay desde su música, y es bueno señalarlo y tener ese vínculo más afianzado.

«Hoy vemos que Uruguay se ha colocado en el plano internacional como un país de avanzada y nos sentimos embajadores culturales, mientras que chiquilines de México, Colombia o Venezuela tienen frases de nuestras canciones tatuadas en sus cuerpos».
Roberto Musso - Gobierno de Uruguay - 2015

«Es relevante para el posicionamiento internacional del país que estos prestigiosos artistas nacionales con reconocimiento dentro y fuera de fronteras firmen el convenio que avalan el uso del isologotipo».
Antonio Carámbula Sagasti - Director ejecutivo de Uruguay XXI - 2015

Por esto y más, el guitarrista uruguayo reconoce al Cuarteto de nos como una banda de seres adaptables. Otra solución que le encuentra es que tradujeron a un idioma musical y coloquial algunas problemáticas que interpelaban a jóvenes que estaban en un ida y vuelta con determinadas luchas con el poder. Musso se ha referido, también, a que no subestimar a los jóvenes juega un papel importante para la consistencia de la banda hoy por hoy, resaltando situaciones contadas por sus aficionados a ellos mismos en sus meet and greet donde los padres conocen a la banda por sus propios hijos, en vez de darse la situación a la inversa: encuentra la explicación a la no subestimación de las poblaciones más chicas argumentando que "(...) Los jóvenes van contra la corriente, que fue lo que hicimos nosotros siempre, cuando éramos chicos, y lo que fue rebelde y contracorriente (...)".

«Se nos está exigiendo tomar una posición, en el mundo que sea: político, cultural, deportivo, lo que sea. Y si no lo hacés, sos calificado de indiferente. Nunca me gustó eso y menos cuando la escala de opciones se reduce a dos. Van desapareciendo los grises. ¿A o B? ¿Negro o blanco? ¿Team verano o team invierno? Encuentro en el Test de Rorschach un correlato de los tiempos que corren».
Roberto Musso - Infobae - 2022

«Nuestra historia es curiosa. Cumplimos 46 años y el 80 por ciento del público de nuestros shows está en los 20. No sé si esto es tan común, pero nos encanta que suceda. Pasa acá (Uruguay) y en toda Latinoamérica. Eso y el hecho de que, en su mayoría, tocamos canciones que no tienen más de diez años, marcan la buena salud de una banda que no vive de “glorias pasadas”».
Roberto Musso - Rosario3 - 2024

«Es interesante, porque en países como Colombia, México o Perú, la primera generación en conocernos fue la de los hijos, no la de los padres. Esta generación joven fue la que llevó nuestra música a sus casas, y es por eso que hoy en día vemos a familias enteras en nuestros conciertos. Los padres vienen a vernos porque sus hijos los introdujeron a nuestra música, creando una especie de “herencia musical”. Además, creo que nuestras letras, que abarcan desde temas filosóficos hasta cuestiones cotidianas, permiten que diferentes generaciones encuentren algo con lo que identificarse. El show en vivo, con su energía y su toque de rebeldía, también tiene mucho que ver. Es un orgullo ver cómo nuestras canciones atraviesan esas barreras generacionales».
Roberto Musso - La Nación - 2024

«Es un placer cada vez que nos vamos de gira, pero a esta altura uno lo ve como un sacrificio importante también. Dejar a mi hija se me hace difícil, pero queremos aprovechar este momento porque hoy es el mejor momento de la banda, eso te da fuerza para decir ‘me voy 20 días lejos de casa’ pero es por algo importante, algo que te llena artísticamente».
Roberto Musso - El Día - 2016

En el año 2010, quedaron en la historia al ser los primeros artistas uruguayos en ganar un Premio Grammy Latino. En esa ceremonia, obtuvieron el Mejor Álbum de Música Alternativa con Bipolar. Tres años después repitieron premio, esta vez de Mejor Álbum Pop/Rock con Porfiado y Mejor Canción de Rock con «Cuando Sea Grande», del mismo disco. Más tarde, en 2017 volvieron a ganar como Mejor Canción de Rock con «Apocalipsis Zombi» y también Mejor Álbum Pop/Rock con Apocalipsis Zombi.
Obtuvieron un hito de ser los únicos artistas uruguayos en tener seis discos consecutivos nominados a esta premiación, entre las que recibieron nominaciones por Mejor Canción de Rock, Álbum de Música Alternativa y Pop/Rock. En total, fueron nominados 8 veces a la ceremonia ganando 5 premios y perdiendo 3, teniendo un 62,5% de efectividad.

«Me siento orgulloso de que viniendo de Uruguay, un país tan chiquito y tan lejos del mundo, hayamos obtenido nominaciones por seis álbumes consecutivos. En esta edición de los Latin Grammy estuvimos nominados en la categoría de mejor canción de rock por Punta Cana (Jueves, 2019)».
Roberto Musso - CNN en Español - 2019

En el Mundial Rusia 2018, la Selección Uruguaya utilizó su canción «Gaucho Power» (Apocalipsis Zombi, 2017) como canción oficial de La Celeste en la copa, donde llegarían hasta la instancia de cuartos de final ante la Selección Francesa, que se terminó coronando campeona. También esta canción fue tomada como tal por la Selección Argentina en el Mundial Catar 2022, torneo donde La Albiceleste alcanzó su tercer estrella ante justamente Les Noirs.

## Controversias

### Salidas de Ricardo Musso

#### Ida temporal en el 2000
En el año 2000 sale Cortamambo, décimo álbum de la banda, provocando la salida temporal de Riki por diferencias con el sello sobre la portada y booklet, correspondiese a una versión alternativa del álbum con el arte de tapa que había propuesto Ricardo y que no salió. En portada propuesta por Musso se observa un paisaje tropical con un fondo de playa, mar y cielo despejado. En la parte superior, se ven hojas de palmeras que enmarcan la escena. En el centro, destaca un rectángulo negro con el nombre de la banda en amarillo, «4.Teto» en blanco y el nombre del disco en naranja. Sin embargo, la que finalmente se quedó como portada oficial presenta una imagen con un fondo azul y un primer plano de un torso desnudo, donde una mano cubre parte del pecho. En el centro, destaca un rectángulo negro con el nombre del álbum en letras blancas y un estilo tipográfico llamativo. En la esquina superior derecha, aparece el nombre de la banda junto con «4.Teto». Tras la ida de Ricardo, la banda lo reemplazó con un doble en el videoclip de «Necesito Una Mujer» (Cortamambo, 2000) y dejaron de hacer recitales durante un año hasta que, tras ser convencido por su hermano, Riki vuelve a la banda.

#### Ida definitiva
En 2009 Ricardo Musso abandona al Cuarteto de Nos de manera definitiva y, desde ese momento, han sido frecuentes las veces que el guitarrista aprovecha para criticar a su exbanda, a veces con humor y otras de manera seria. Ricardo dice que uno de los principales motivos que tuvo para salir de la banda fue que se transformó en otra cosa, gozando de buena salud empresarial pero no estética. Además señala que para Bipolar, el cual fue su último álbum en la agrupación debido a que no le gustó nada, grabó algunas guitarras pero ninguna de ellas fue incluida en el producto final. En una de las críticas más duras que le otorgó al grupo fue un intento de repetir la misma fórmula de Raro todos los años, encontrándolo igual de penoso que repetir Otra Navidad en las Trincheras. En contraposición a los últimos productos de la banda, Ricardo sitúa a su disco ¡Formidable!. Asísimismo cuenta que la última vez que los escuchó en vivo fue en el Palacio Legislativo en el 2011, sorprendiéndole lo mal que sonaban estética y técnicamente, considerándolo como muy achatado, comprimido y apretado. Pese a todas declaraciones conflictivas, Ricardo comenta que ha escuchado Lámina Once y lo evaluó diciendo que no puede decir que está mal pero, pese a que esté bien y le nota alguna estructura diferente, jamás escucharía ese tipo de música ya que no le mueve nada:

«El Cuarteto de Nos dejó de ser de sus dueños y pasó a ser de otros, como está no creo que viva muchos años más. Mi ida fue rara pero no me arrepiento de haberme ido, si quizás de no haberla peleado. Creo que ni ellos tienen mucha idea de qué pasa con la empresa. Son empleados de una máquina que fabricaron ellos, terminé siendo empleado y no había plata, por eso me fui: mi único objetivo es hacer plata con la música que me haga feliz. No me fui porque la estética haya virado hacia algo nuevo, yo quería que cambiara porque no me gustaba, pero no para ese lado tan techno y tierna donde Gustavo Antuña como guitarrista toca sin hacer nada, sino para el que me fui yo: más guitarrero, más rockero; mi música no es como el Cuarteto de Otra Navidad en las Trincheras en adelante, sino que de los primeros más experimentales. Constituyen un desperdicio de tecnología y de guita. Siento que es una pena; un despilfarro estar 30 años laburando para una banda y cuando por fin tiene éxito, se transforma en un cuadro de fútbol... y vos terminás de aguatero. ¿Qué pasó? Sigan ustedes si quieren. Soy un poeta de la crítica y la dureza. A Roberto lo veo poco, porque está todo el tiempo de gira. No hablamos del Cuarteto de Nos porque es un tema tabú. No me fui de ahí para vivir de los arrendamientos de mis campos pero no quería participar de ese proceso inevitable de darle al público lo que está esperando. De las canciones que menos me gustan es «Cuando Sea Grande» (Porfiado, 2012). Hoy veo lo que han generado económicamente desde que me fui y me quiero matar porque hice muchas giras en la época de promoción, pero era muy fuerte subirme al escenario y tocar esa música que no... A veces tengo pesadillas con que vuelvo a la banda y toco canciones que no conozco. Me aburrí de partidos de fútbol con música de fondo».
Ricardo Musso, en relación a su salida del Cuarteto de Nos y su vínculo actual con Roberto - 180 - 2024

### Conflictos con Yaku Pérez Guartambel
En el año 2021 tuvieron nuevamente un conflicto político, esta vez contra el político ecuatoriano Yaku Pérez Guartambel. Yaku, que se encontraba peleando por entrar en el balotaje tras las presidenciales con Guillermo Lasso, quien posteriormente fue electo, utilizó la canción «Gaucho Power» (Apocalipsis Zombi, 2017) para su campaña sin pedir permiso, renombrándola como Yaku Power y modificando la letra —como en el verso inicial de la canción que dice «Este gaucho no se agacha, con la frente en alto marcha y ante cualquier situación no se rinde fácil, no», reemplando Gaucho por Yaku—. De hecho, así promovía su candidatura a la presidencia de Ecuador, con el hashtag #YakuPower. Mediante Twitter e Instagram, la banda efectuó un comunicado exigiendo que sea bajada inmediatamente ya que no se involucraban en campañas políticas de ningún candidato en ninguna parte, sin permitir el uso de su música con fines proselitistas sin importar la rama política y que analizarían tomar acciones legales. Todo esto fue respaldado por la mánager del grupo, Verónica Piana, indicando que correspondería un pedido de disculpas por parte de Guartambel. Tras esto, Pérez hizo lo propio lamentando el inconveniente y señalando que la reversión fue un aporte de un ciudadano. Asimismo, escribió: «Hemos tomado los correctivos respectivos y procedido a bajar de nuestras redes sociales el contenido».

### Frente Amplio
En las Elecciones generales de Uruguay de 2024, se presentaba el candidato presidencial Yamandú Orsi del Frente Amplio, un partido de izquierda de Uruguay. Uno de los comité de base subió a su canal de YouTube Comité de Base General del Pueblo una versión no oficial del Jingle del partido llamado «Volvamos a Ganar» cuyo videoclip eran extractos de los votantes del partido movilizándose. En esta versión no oficial publicada por el comité la voz que cantaba era la del vocalista Roberto Musso generada por la inteligencia artificial Suno, además fue publicitada en la red social X (anteriormente Twitter) argumentando que era Raro Edition para llamar la atención de los votantes que eran aficionados del Cuarteto. Yamandú Orsi resultó como el candidato más votado con el 43.3% Sin embargo, no alcanzó la mayoría absoluta de votos emitidos (el 50%+1), por lo que tuvo que someterse a una segunda vuelta con Álvaro Delgado por el Partido Nacional, quien fue el segundo candidato más votado. Al entrar en este balotaje la canción fue publicitada nuevamente en redes sociales para así llegar a más ciudadanos.

## Miembros
Miembros fijos:
- Roberto Musso: Voz y guitarra rítmica (1980-presente), guitarra líder (2000-2001), coros (1980-2009)
- Álvaro Pintos: Batería, percusion y coros (1985-presente)
- Gustavo Antuña: Guitarra líder y coros (2009-presente)
- Santiago Marrero: Bajo, teclados, sintetizadores y coros (2009-presente)

Antiguos miembros:
- Riki Musso: Guitarra líder, voz y coros (1980-2000; 2001-2009)
- Santiago Tavella: Bajo, coros y voz (1980-2024)
- Andrés Bedó: Teclado, sintetizadores (1984-1988)
- Leonardo Baroncini: Batería (1984-1985)
- Guzmán Villamonte: Batería (1981)
- Desconocido: Batería (1982-1984)

Miembros en vivo:
- Luis Angelero: Guitarra rítmica, coros (2019-presente) y bajo (2024-presente)

## Discografía

### Álbumes de estudio
| - 1984: Alberto Wolf y el Cuarteto de Nos (compartido con Alberto Wolf) - 1987: Soy una Arveja - 1988: Emilio García - 1991: Canciones del corazón - 1994: Otra Navidad en las Trincheras - 1995: Barranca abajo - 1996: El tren bala - 1998: Revista ¡¡Ésta!! - 2000: Cortamambo - 2004: El Cuarteto de Nos | - 2006: Raro - 2009: Bipolar - 2012: Porfiado - 2014: Habla tu espejo - 2017: Apocalipsis zombi - 2019: Jueves - 2022: Lámina Once - 2025: Puertas |

### Álbumes recopilatorios
- 1995: La Misma Porquería
- 2009-2010: Lo mejor de... El Cuarteto de Nos

### Álbumes no oficiales
- 2002: El Cuarteto De Nos: En Vivo Sala Zitarrosa Ciclo de la X 2002 (comercializado por Ciclo De La X y Sala Zitarrosa, no disponible en páginas oficiales)

## Giras musicales
| - 1980-1984: Conciertos informales y no oficiales que forman parte de giras ni presentaciones de álbumes - 1984-1987: Presentación de Alberto Wolf y El Cuarteto de Nos - 1987-1988: Presentación de Soy Una Arveja - 1988-1991: Presentación de Emilio García - 1991-1994: Presentación de Canciones Del Corazón - 1994-1995: Presentación de Otra Navidad En Las Trincheras - 1995-1996: Presentación de Barranca Abajo - 1996-1998: Gira El Tren Bala - 1998-2000: Gira Revista ¡¡Ésta!! - 2000-2006: Gira Cortamambo | - 2004: Gira USA 2004 - 2006-2009: Tour Raro - 2009-2012: Gira Bipolar - 2012-2014: Tour Re Porfiado - 2014-2017: Tour Habla tu Espejo - 2017-2019: Tour Apocalipsis Zombi - 2019-2022: Tour Un Jueves Raro - 2022-2025: Tour Lámina Once - 2025-presente: Puertas Tour |